# Dicranota rhododendri
Dicranota (Rhaphidolabis) rhododendri là một loài ruồi trong họ Pediciidae. Chúng phân bố ở vùng Indomalaya.